# Profitka

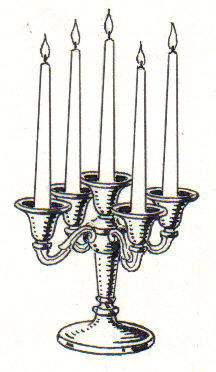
Świecznik z profitkami

Profitka (od niem. Profitchen), także okapnik do świecy – okrągła, integralna część świecznika mieszcząca się pod świecą lub wklęsły krążek z otworem na świecę, służący zbieraniu skapującego ze świecy wosku, stearyny lub parafiny.